# 卡拉塔比亚诺
卡拉塔比亚诺（義大利語：Calatabiano），是意大利西西里大区卡塔尼亞廣域市的一个市镇。总面积26平方公里，人口5465人，人口密度210.2人/平方公里（2009年）。ISTAT代码为087010。